# Troisième principe de la thermodynamique
 (janvier 2018).
Si vous disposez d'ouvrages ou d'articles de référence ou si vous connaissez des sites web de qualité traitant du thème abordé ici, merci de compléter l'article en donnant les références utiles à sa vérifiabilité et en les liant à la section « Notes et références ».
 (mars 2006).

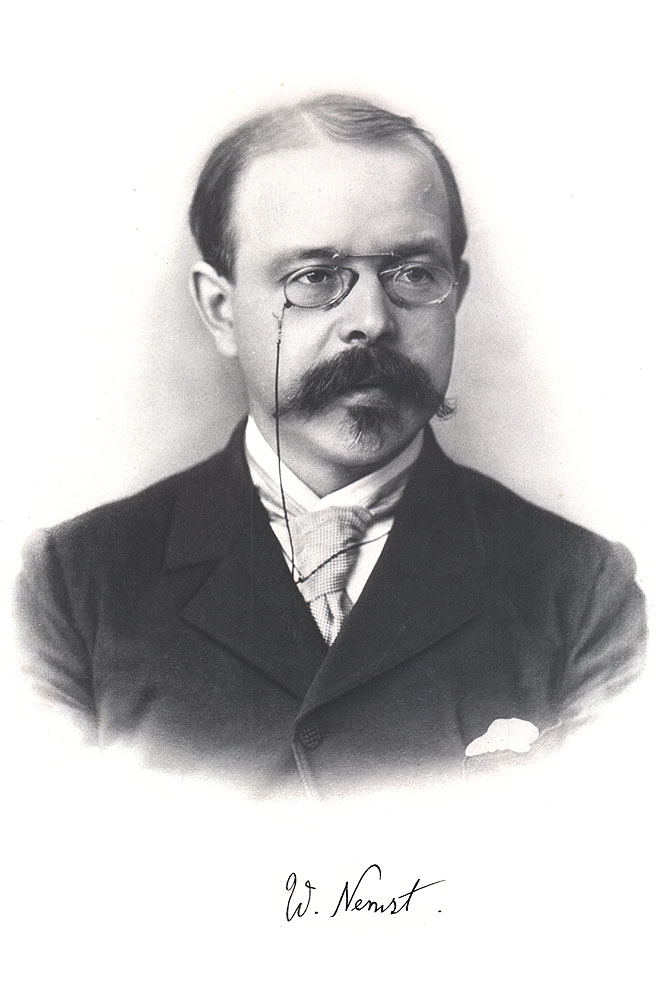
Walther Hermann Nernst.

Le troisième principe de la thermodynamique, appelé aussi principe de Nernst (1906), énonce que :
« La valeur de l'entropie de tout corps pur dans l'état de cristal parfait est nulle à la température de 0 kelvin. »
Cela permet d'avoir une valeur déterminée de l'entropie (et non pas « à une constante additive près »). Ce principe est irréductiblement lié à l'indiscernabilité quantique des particules identiques.
Il a été énoncé par Walther Nernst en 1906, puis Max Planck en 1912.

## Un exemple simple: les gaz rares
L'argon est quasiment un gaz parfait monoatomique. Son entropie a été calculée dans l'article approche statistique du second principe de la thermodynamique : un exemple numérique concret.

## Un autre exemple simple, mais exotique
L'hélium 3 liquide est un liquide quantique qui, pour une température très inférieure à la température de Fermi, n'a pratiquement qu'un seul état possible et donc son entropie est nulle. En revanche, l'hélium 3 solide (cristallin) a une entropie molaire {\displaystyle N_{A}k_{B}\times \ln 2=R\times \ln 2=5{,}76\,{\text{J}}\cdot {\text{K}}^{-1}\cdot {\text{mol}}^{-1},} donc plus grande que celle du liquide. De ce fait, pour faire fondre le solide, il faut extraire de la chaleur : c'est le seul cas connu où la chaleur latente de fusion est négative. Ce phénomène est connu sous le nom d'effet Pomeranchuk.
En présence d'un très fort champ magnétique, le solide est entièrement polarisé : il n'y a pratiquement qu'un état possible ; le phénomène précédent disparait.

## Conséquences du troisième principe
Les capacités thermiques Cv et Cp doivent tendre vers zéro, quand T tend vers zéro. Il en est ainsi de la capacité thermique des cristaux puisque {\displaystyle C_{v}} = a×T3 (loi de Debye à basse température). Dans le cas des métaux, quand la température devient très basse, il faut tenir compte de la contribution des électrons libres et la capacité électronique est Cv, élec = γ×(T/TF) où TF est la température de Fermi, donc Cv, élec tend aussi vers zéro quand T → 0 K.
On ne peut atteindre le zéro absolu. On est plus proche de la physique si on considère que la bonne variable pour considérer la température est -(1/T) ou -1/(kT) : alors dire que T tend vers zéro signifie que cette variable tend vers moins l'infini, ce qui évidemment n'est jamais atteignable. En fait, la variable -(1/T) est le paramètre intensif associé à l'énergie U.
Néanmoins, comme la température est la variable intensive associée à l'entropie S, en thermodynamique statistique, dans des cas particuliers, on peut avoir des températures négatives (mais dans ce cas cela n'a rien à voir avec la notion thermique de chaud et de froid, la température T n'est alors uniquement que le paramètre intensif associé à S).

## Historique
Nernst imagina le troisième principe bien avant la théorie quantique, pour des raisons liées aux mesures aux basses températures. Giauque (1895-1982) fit de nombreuses mesures qui confirmèrent la théorie de Nernst (par exemple, la valeur résiduelle d'entropie de la glace due à la liaison hydrogène O-H....O). Sa méthode de désaimantation adiabatique lui permit aussi d'atteindre de très basses températures (moins de 1 K).
La constante de Sackur-Tetrode permit de trouver une valeur approximative de la constante de Planck, qui de ce fait se trouva placée au rang de constante universelle pour tous les corps, et donc profondément ancrée dans une théorie de la matière. On sait qu'en 1925 cela se concrétisa avec la création de la mécanique quantique.
La production d'atomes froids en 1995 permet aujourd'hui d'atteindre des températures si basses que l'on peut mettre en évidence la notion de gaz parfait quantique de Bose-Einstein (avec bien sûr des correctifs car le gaz est réel). La notion de gaz de fermions est évidemment plus commune, puisqu'elle entre en œuvre dans la théorie de la surface de Fermi des électrons dans les métaux.

## Systèmes ouverts
Dans une autre acception, le troisième principe de la thermodynamique fait référence, dans le cas d'un système ouvert, à l'auto-organisation du système conduisant à la maximisation de la dissipation d'énergie.